# Mối tình Paris của Kostya Gumankov (phim)
Mối tình Paris của Kostya Gumankov (tiếng Nga: Парижская любовь Кости Гуманкова) là một phim tình cảm lãng mạn của đạo diễn Kosntantin Odegov, ra mắt lần đầu năm 2005.
Truyện phim chuyển thể từ cuốn tiểu thuyết cùng tên của nhà văn Yury Polyakov.